# Pont Gédéon-Ouimet
Le pont Gédéon-Ouimet est un pont routier reliant Laval à Boisbriand, en enjambant la rivière des Mille-Îles. 

## Situation et accès
Il joint ainsi les régions admiministratives de Laval et des Laurentides.

## Description
Le pont est emprunté par l'autoroute 15 et la route Transcanadienne. Il comporte six voies de circulation, soit trois par direction, lesquelles sont séparées par un muret central. En plus de la rivière des Mille-Îles, le pont enjambe aussi deux îles, soit l'île Locas et l'île Morris, en plus de passer tout juste à l'ouest de l'île Langlois.
On estime qu'environ 136 000 véhicules l'empruntent par jour (données de 2022). 

## Origine du nom
Le pont est nommé en l'honneur de Gédéon Ouimet (1823-1905), avocat et homme politique québécois qui fut Premier ministre du Québec en 1873-1874. Il était député de la circonscription de Deux-Montagnes, laquelle est située non loin.

## Historique
Le pont Gédéon-Ouimet, a été construit en 1958. En 2021, le gouvernement du Québec confirme la solution retenue pour reconstruire le pont.
Le projet prévoit la construction d'un nouveau pont de plus d'un kilomètre de long, composé de deux structures indépendantes d'environ 25 m de large chacune, avec 4 voies par direction, dont une dédiée au transport collectif, et des accotements de 3 m de chaque côté. Les deux tabliers seraient séparés par 4 m pour faciliter les déplacements des cyclistes et des piétons. Le tablier nord serait construit en aval du pont actuel, tandis que le tablier sud prendrait la place du pont existant. Ce nouveau pont à poutres, similaire à l’actuel, aurait une durée de vie de 75 ans. Le coût estimé dépasse 100 millions de dollars, et les travaux s'étaleraient sur 7 ans,. 